# Sint-Quirinuskapel (Loenhout)

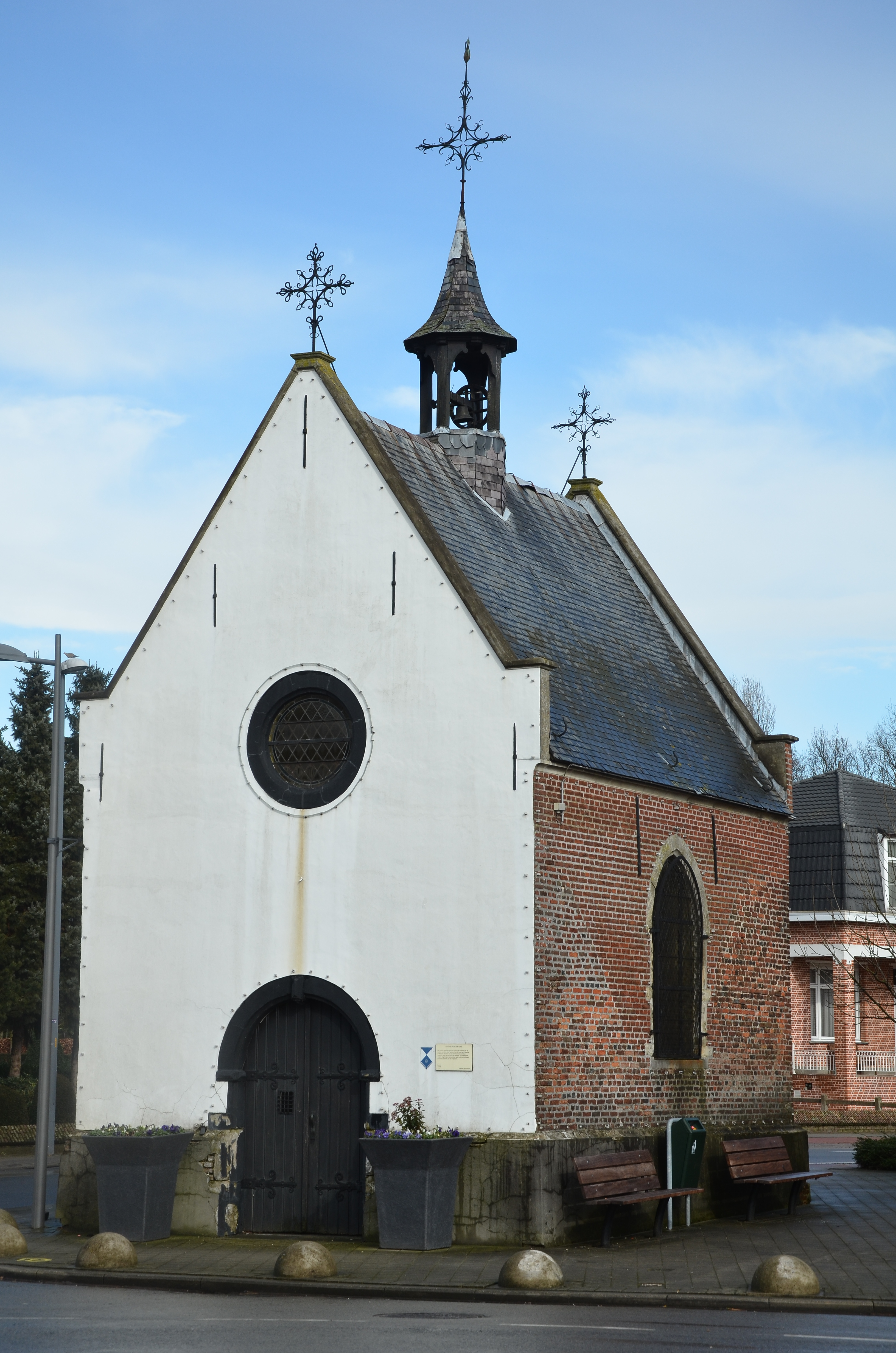
Sint-Quirinuskapel

De Sint-Quirinuskapel is een kapel in de Loenhout, deelgemeente van Wuustwezel in de provincie Antwerpen. Ze is gelegen aan de Sint-Lenaartseweg. De kapel is opgenomen in de inventaris onroerend erfgoed Vlaanderen.

## Geschiedenis
De kapel is gebouwd voor het bewaren van de relikwie van Sint-Quirinus. Ze kwam pas in de 17de eeuw in de kapel terecht door een conflict tussen de weledele Juffrouw Catharina De Perez en E.H. Bondelius, pastoor van Loenhout en de Sint-Bernardsabdij. De Perez weigerde om haar tienden aan de kerk te betalen. In het conflict kreeg ze de hulp van de Antwerpse bisschop Monseigneur Gaspard Nemius. Zijn beleid was erop gericht de macht van de Sint-Bernardsabdij, die sinds 1277 het patronaatsrecht bezat, te verminderen ten voordele van het relatief nieuwere bisdom Antwerpen (gesticht 1559). De bisschop steunde haar dan ook meteen toen ze hem de 6de maart 1651 op het kasteel van Loenhout ontbood, het relikwie toonde en vroeg om een nieuwe kapel te mogen bouwen ter ere van Sint-Quirinus.
De kapel werd tussen 1650-1654 gebouwd, en trok door de aanwezighed van de relikwie bedevaarders naar het dorp vanuit de Zuidelijke Nederlanden. Het bedevaartsoord was bekend voor de genezing van de bedevaarders die zochten naar hulp en troost tegen ‘kwade ogen’ (vloeken) , koorts, kwaadaardige gezwellen, doofheid, oogziekten en huidkwalen. De Ommegang versterkte die devotie nog meer. Vroeger wasten veel mensen hun ogen met het water uit de put bij de Quirinuskapel in de hoop zo erge ziektes en kwalen te voorkomen of te genezen. Jaarlijks op de eerste zondag van mei wordt nu nog de relikwie van Sint-Quirinus uit de kapel gehaald in de Quirinusprocessie of ‘Loenhoutse Mei’
In de landkaart van De Ferraris (1769) bevat een foutieve beschrijving van de Sint-Quirinuskapel. Ze wordt verkeerdelijk als "St. Colinns Capelle" aangeduid. Later in 1788 werd de kapel geplunderd.Gedurende de Tweede Wereldoorlog werd het dak van de kapel werd door brandbommen doorboord en door artillerievuur getroffen. Voor de oorlog eindigde, was de kapel gedeeltelijk hersteld en voor de eredienst bruikbaar gemaakt.

## Architectuur
Het exterieur bestaat uit  een bakstenen kapelletje onder zadeldak, met op het dak een open dakruitertje. De rondboogdeur is beschilderd in de zandstenen omlijsting. De achtergevel heeft een vierkant luikje in de top. Achter de kapel is er een waterput en daarnaast een voetstuk in blauwe steen, met opschrift in gotische letters die door ouderdom onleesbaar zijn geworden. Het interieur wordt overkluisd door een tongewelf. De kapel bevat een arduinen grafsteen van 1661 voor Catharina de Perez, met haar wapenschild.Waarop men leest: “Tot memorie van de edele Joffer, Jof Catharina de Perez, fondatrice deser capelle ende van een Misse alle Maendagen, gestorven de XIII Juny M.D.C.L.X.II. Bidt voor Haer Ziele”.